# Dagnis Iļjins
Dagnis Iļjins (Talsi, 20 agosto 1992) è un canoista lettone.

## Biografia
Si è messo in mostra ai mondiali under 23 di Welland 2013 in cui ha guadagnato la medaglia d'argento nel C1 1000 metri.
Ha rappresentato la Lettonia ai Giochi olimpici di Rio de Janeiro 2016 nel C1 200 metri, dove è stato eliminato in semifinale, e nel C1 1000 metri, in cui è arrivato quinto nella Finale B.

## Palmarès
- Mondiali U23

Welland 2013: argento nel C1 1000 m;